# ФК БАТЭ в сезоне 1999
Сезон 1999 года — 4-й в новой истории ФК «БАТЭ» и 2-й сезон в Высшей лиге чемпионата Белоруссии по футболу, в котором клуб завоевал свой первый титул Чемпиона Беларуси.
В розыгрыше Кубка Беларуси 1998/1999 борисовчане дошли до полуфинала. Выступление в Кубке Беларуси 1999/2000 команда завершила в 1/8 финала.
В 1999 году БАТЭ дебютировал в Еврокубках: в предварительном раунде Кубка УЕФА команда потерпела два разгромных поражения от московского Локомотива и прекратила борьбу.

## Высшая лига
См. также: Чемпионат Беларуси по футболу 1999

«Золотой» состав ФК БАТЭ 1999 года.

### Первый круг
| Тур | Матч                               | Счёт  |
| --- | ---------------------------------- | ----- |
| 1   | БАТЭ — Торпедо-МАЗ (Минск)         | 2 : 1 |
| 2   | Молодечно — БАТЭ                   | 0 : 3 |
| 3   | БАТЭ — Нафтан-Девон (Новополоцк)   | 7 : 1 |
| 4   | Свислочь-Кровля (Осиповичи) — БАТЭ | 0 : 5 |
| 5   | Гомель — БАТЭ                      | 2 : 2 |
| 6   | Лида — БАТЭ                        | 0 : 4 |
| 7   | Торпедо-Кадино (Могилев) — БАТЭ    | 1 : 5 |
| 8   | Динамо (Брест) — БАТЭ              | 2 : 4 |
| 9   | Славия (Мозырь) — БАТЭ             | 1 : 3 |
| 10  | БАТЭ — Локомотив-96 (Витебск)      | 3 : 2 |
| 11  | БАТЭ — Шахтер (Солигорск)          | 2 : 1 |
| 12  | Неман-Белкард (Гродно) — БАТЭ      | 1 : 2 |
| 13  | БАТЭ — Днепр-Трансмаш (Могилев)    | 1 : 1 |
| 14  | Динамо (Минск) — БАТЭ              | 1 : 0 |
| 15  | БАТЭ — Белшина (Бобруйск)          | 3 : 1 |

### Второй круг
| Тур | Матч                               | Счёт  |
| --- | ---------------------------------- | ----- |
| 16  | Торпедо-МАЗ (Минск) — БАТЭ         | 1 : 3 |
| 17  | БАТЭ — Молодечно                   | 2 : 1 |
| 18  | Нафтан-Девон (Новополоцк) — БАТЭ   | 0 : 4 |
| 19  | БАТЭ — Свислочь-Кровля (Осиповичи) | 4 : 0 |
| 20  | БАТЭ — Гомель                      | 3 : 1 |
| 21  | БАТЭ — Торпедо-Кадино (Могилев)    | 4 : 0 |
| 22  | БАТЭ — Лида                        | 1 : 1 |
| 23  | БАТЭ — Динамо (Брест)              | 3 : 1 |
| 24  | Белшина (Бобруйск) — БАТЭ          | 0 : 3 |
| 25  | БАТЭ — Славия (Мозырь)             | 1 : 1 |
| 26  | Локомотив-96 (Витебск) — БАТЭ      | 0 : 1 |
| 27  | Шахтер (Солигорск) — БАТЭ          | 0 : 1 |
| 28  | БАТЭ — Неман-Белкард (Гродно)      | 4 : 1 |
| 29  | Днепр-Трансмаш (Могилев) — БАТЭ    | 0 : 0 |
| 30  | БАТЭ — Динамо (Минск)              | 2 : 0 |

### Турнирная таблица
Положение по итогам 9-го чемпионата Беларуси. Высшая лига (Д1)

## Кубок Беларуси

### Кубок Беларуси по футболу 1998—1999
| Стадия | Соперник        | Стадион | Стадион            | Счёт | Авторы голов                | Зрители |
| ------ | --------------- | ------- | ------------------ | ---- | --------------------------- | ------- |
| 1/4    | Днепр (Могилёв) | Д       | Городской, Борисов | 2:1  | 15′ (авт.) · Дорошкевич 67′ | 6000    |
| 1/2    | Славия (Мозырь) | Г       | «Юность», Мозырь   | 1:2  | Тихомиров 67′               | 8.500   |

### Кубок Беларуси по футболу 1999—2000
| Стадия | Соперник   | Стадион | Стадион            | Счёт | Авторы голов                                                       | Зрители |
| ------ | ---------- | ------- | ------------------ | ---- | ------------------------------------------------------------------ | ------- |
| 1/16   | ФК Лунинец | Г       | Городской, Лунинец | 4:3  | Тихомиров 28′ (пен.) · Лисовский 36′ · Невинский 77′ · Кутузов 81′ | 4.000   |
| 1/8    | ФК Гомель  | Д       | Городской, Борисов | 0:1  |                                                                    | 4.000   |

## Кубок УЕФА 1999—2000

### Предварительный раунд
| Стадия | Соперник           | Стадион | Стадион             | Счёт | Авторы голов  | Зрители |
| ------ | ------------------ | ------- | ------------------- | ---- | ------------- | ------- |
| 1 матч | Локомотив (Москва) | Д       | Городской, Борисов  | 1:7  | Лисовский 72′ | 6 500   |
| 2 матч | Локомотив (Москва) | Г       | «Локомотив», Москва | 0:5  |               | 5 500   |